# 倒心叶珊瑚
倒心叶珊瑚（学名：Aucuba obcordata）为绞木科桃叶珊瑚属的植物。分布在中国的陕西、四川、云南、贵州、湖北、湖南、广东、广西等地，生长于海拔1,300米的地区，多生长于林中。